# 陶普绍尼
陶普绍尼，是匈牙利绍莫吉州所辖的一个村。总面积31.61平方公里，总人口698，人口密度22.1人/平方公里（2011年1月1日）。